# Xã Big Creek, Quận Craighead, Arkansas
Xã Big Creek (tiếng Anh: Big Creek Township) là một xã thuộc quận Craighead, tiểu bang Arkansas, Hoa Kỳ. Năm 2010, dân số của xã này là 5.277 người.